# Суминский сельсовет
Суминский сельсовет — сельское поселение в Каргатском районе Новосибирской области Российской Федерации.
Административный центр — село Сумы.

## История
Статус и границы сельского поселения установлены Законом Новосибирской области от 2 июня 2004 года № 200-ОЗ «О статусе и границах муниципальных образований Новосибирской области»

## Население
| 2002 | 2010 | 2012 | 2013 | 2014 | 2015 | 2016 |
| ---- | ---- | ---- | ---- | ---- | ---- | ---- |
| 1034 | ↘662 | ↘605 | ↘566 | ↘530 | ↘517 | ↘505 |
| 2017 | 2018 | 2019 | 2020 | 2021 |      |      |
| ↘498 | ↘488 | ↘481 | ↘459 | ↘437 |      |      |

## Состав сельского поселения
| № | Населённый пункт | Тип населённого пункта       | Население |
| - | ---------------- | ---------------------------- | --------- |
| 1 | Москвинка        | посёлок                      | ↘98       |
| 2 | Сумы             | село, административный центр | ↘484      |
| 3 | Усть-Сумы        | село                         | ↘80       |